# سنو لیک
سَنو لِیک (انگلیسی: Sanoe Lake؛ زادهٔ ۱۹ مه ۱۹۸۲) یک هنرپیشه اهل ایالات متحده آمریکا است.
از فیلم‌ها یا برنامه‌های تلویزیونی که وی در آن نقش داشته‌است می‌توان به نیمه‌عمر اشاره کرد.